# Givrand
Givrand település Franciaországban, Vendée megyében. Lakosainak száma 2216 fő (2022. január 1.). Givrand L’Aiguillon-sur-Vie, Bretignolles-sur-Mer, Le Fenouiller, Saint-Gilles-Croix-de-Vie és Saint-Révérend községekkel határos.

## Népesség
A település népességének változása:
| Lakosok száma | 2032 | 2082 | 2181 | 2176 | 2223 | 2230 | 2236 | 2227 | 2216 |
|               | 2013 | 2015 | 2016 | 2017 | 2018 | 2019 | 2020 | 2021 | 2022 |